# Trégarantec

Trégarantec este o comună în departamentul Finistère, Franța. În 1 ianuarie 2022 avea o populație de 628 de locuitori.